# Vùng đất Wilhelm II

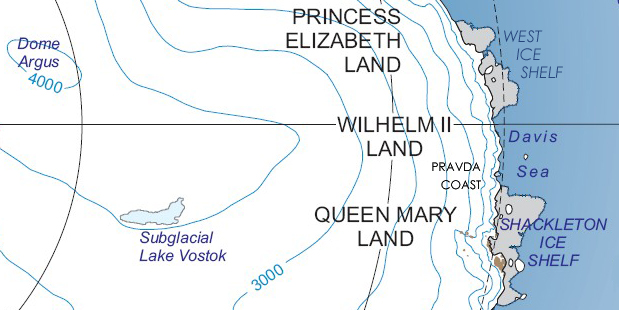
Vùng đất Kaiser Wilhelm II

Vùng đất Kaiser Wilhelm II hoặc Vùng đất Wilhelm II là một phần của châu Nam Cực nằm giữa mũi Penck ở 87° 43'Đ và mũi Filchner ở 91° 54'Đ, và nó được khẳng định chủ quyền bởi Úc, sự khẳng định không được quốc tế công nhận.
Khu vực được khám phá vào ngày 22 tháng 2 năm 1902 bởi đoàn thám hiểm Gauss của 1901–1903 được lãnh đạo bởi cựu chiến binh và nhà địa chất học người Bắc Cực Erich von Drygalski. Drygalski đặt tên vùng đất này dưới cái tên của Kaiser Wilhelm II người đã gây quỹ cho chuyến thám hiểm với 1,2 triệu vàng mark.
Đoàn cũng khám phá được Gaussberg, một núi lửa nguội cao 370 mét (1.210 ft) được đặt tên theo sau nhà toán học và vật lý học Carl Friedrich Gauß.